# Система освіти
Систе́ма осві́ти — реальна сукупність факторів, спеціально створених для реалізації соціальних функцій освіти.
Системи освіти (англ. Educational systems) – об’єднання в цілісну систему незалежних програм і інститутів, що забезпечують як формальну, так й неформальну освіту.
Система освіти складається із навчальних закладів, наукових, науково-методичних і методичних установ, науково-виробничих підприємств, державних і місцевих органів управління освітою та самоврядування в галузі освіти.